# Klemen Bauer
Klemen Bauer (Lubiana, 9 gennaio 1986) è un ex biatleta sloveno.

## Biografia

### Stagioni 2002-2010
Klemen Bauer, originario di Ihan di Domžale e attivo dalla stagione 2001-2002, ha esordito in Coppa del Mondo il 4 gennaio 2006 a Oberhof in staffetta (13º), ai Giochi olimpici invernali a Torino 2006, dove si è classificato 60º nell'individuale, 69º nella sprint e 10º nella staffetta, e ai Campionati mondiali a Pokljuka 2006, dove si è piazzato 5º nella staffetta mista; ai Mondiali juniores di Val Martello 2007 ha vinto la medaglia di bronzo nell'individuale e nella stessa stagione ai Mondiali di Anterselva 2007 è stato 79º nell'individuale, 31º nella sprint, 45º nell'inseguimento, 19º nella staffetta e 4º nella staffetta mista.
Ai Mondiali di Östersund 2008 si è classificato 64º nell'individuale, 59º nella sprint, 44º nell'inseguimento, 19º nella staffetta e 9º nella staffetta mista, a quelli di Pyeongchang 2009 53º nell'individuale, 13º nella sprint, 11º nell'inseguimento, 14º nella partenza in linea, 15º nella staffetta e 12º nella staffetta mista e ai XXI Giochi olimpici invernali di Vancouver 2010 31º nell'individuale, 4º nella sprint, 9º nell'inseguimento, 27º nella partenza in linea e 16º nella staffetta, mentre ai Mondiali di Chanty-Mansijsk 2010 di staffetta mista la squadra slovena è stata squalificata.

### Stagioni 2011-2022
Ai Mondiali di Chanty-Mansijsk 2011 si è piazzato 39º nell'individuale, 15º nella sprint, 33º nell'inseguimento, 18º nella partenza in linea, 7º nella staffetta mentre nella staffetta mista la squadra slovena è stata squalificata; l'anno dopo ai Mondiali di Ruhpolding 2012 ha vinto la medaglia d'argento nella staffetta mista ed è stato 5º nell'individuale, 43º nella sprint, 32º nell'inseguimento, 20º nella partenza in linea e 14º nella staffetta. Ai Mondiali di Nové Město na Moravě 2013 si è classificato 20º nella sprint, 23º nell'inseguimento, 25º nella partenza in linea, 12º nella staffetta, 5º nella staffetta mista e non ha completato l'individuale; ai XXII Giochi olimpici invernali di Soči 2014 si è piazzato 50º nell'individuale, 25º nella sprint, 23º nell'inseguimento e 5º nella staffetta e il 16 marzo dello stesso anno ha ottenuto il miglior risultato individuale in Coppa del Mondo, a Kontiolahti in inseguimento (5º).
Ai Mondiali di Kontiolahti 2015 è stato 23º nell'individuale, 47º nella sprint, 39º nell'inseguimento, 8º nella staffetta e 15º nella staffetta mista, a quelli di Oslo 2016 50º nella sprint, 56º nell'inseguimento, 17º nella staffetta e 13º nella staffetta mista e a quelli di Hochfilzen 2017 88º nell'individuale, 33º nella sprint, 16º nell'inseguimento, 17º nella partenza in linea, 18º nella staffetta e 18º nella staffetta mista; ai XXIII Giochi olimpici invernali di  Pyeongchang 2018, sua ultima presenza olimpica, si è classificato 15º nell'individuale, 26º nella sprint, 24º nell'inseguimento, 20º nella partenza in linea, 10º nella staffetta e 14º nella staffetta mista. Ai Mondiali di Östersund 2019 si è piazzato 46º nell'individuale, 17º nella sprint, 36º nell'inseguimento, 5º nella staffetta e 25º nella staffetta mista, a quelli di Anterselva 2020 33º nell'individuale, 87º nella sprint, 5º nella staffetta e 23º nella staffetta mista e a quelli di Pokljuka 2021, sua ultima presenza iridata, 53º nella sprint, 16º nella staffetta mista e non ha completato l'inseguimento; si è ritirato al termine della successiva stagione 2021-2022 e la sua ultima gara in carriera è stata l'inseguimento di Coppa del Mondo disputato il 19 marzo a Oslo Holmenkollen, chiuso da Bauer al 46º posto.

## Palmarès

### Mondiali
- 1 medaglia:
  - 1 argento (staffetta mista[2] a Ruhpolding 2012)

### Mondiali juniores
- 1 medaglia:
  - 1 bronzo (individuale a Val Martello 2007)

### Coppa del Mondo
- Miglior piazzamento in classifica generale: 20º nel 2010